# Schulgelände
Schulgelände ist die Bezeichnung für das Grundstück und die gesamte Liegenschaft mit Nebengebäuden, Sondernutzungsräumen, bebauten und unbebauten Flächen, auf denen sich eine Schule befindet.
Es soll eine attraktive Fläche für Schüler und Lehrer sein und nach den Vorstellungen von Umweltinitiativen Lebensraum für Tiere und Pflanzen bieten. Ein Schulgelände in Deutschland ist vielseitig strukturiert, sodass es ganz unterschiedlichen Nutzungsinteressen beikommt, z. B. Sport, Erholung oder Kommunikation. Außerdem wird darauf geachtet, dass die Feuerwehrzufahrt, Parkplätze und die Müllcontainer eine geeignete Fläche bekommen.

## Rechtliche Regelungen
In den meisten Bundesländern darf das Schulgelände von Schülern der Primarstufe und Sekundarstufe I nicht verlassen werden, da sonst der Versicherungsschutz verloren geht, weil der Schüler nicht beaufsichtigt werden kann.